# Міміс Папаіоанну
Дімітріос «Міміс» Папаіоанну (грец. Δημήτριος "Μίμης" Παπαϊωάννου,  23 серпня 1942 — 15 березня 2023) — грецький футболіст, що грав на позиції нападника за клуб АЕК і національну збірну Греції.
Найкращий бомбардир в історії клубу АЕК в чемпіонатах Греції (234 голи).

## Клубна кар'єра
У дорослому футболі дебютував 1961 року виступами за команду АЕК, кольори якої і захищав протягом усієї своєї кар'єри гравця, що тривала протягом двох десятиріч. За ці роки став живою легендою клубу. В іграх національної першості провів 481 гру, забивши рекордні для клубу 234 голи.
П'ять разів допомагав афінському клубу здобувати титул чемпіона Греції. Двічі, в сезонах 1963/64 і  1965/66, забивши відповідно 29 і 24 голи, ставав найкращим бомбардиром грецької першості.

## Виступи за збірну
1963 року дебютував в офіційних матчах у складі національної збірної Греції.
Загалом протягом кар'єри у національній команді, що тривала 16 років, провів у її формі 61 матч і забив 21 гол.

## Титули і досягнення

### Командні
- Чемпіон Греції (5):

АЕК: 1962-1963, 1967-1968, 1970-1971, 1977-1978, 1978-1979
- Володар Кубка Греції (3):

АЕК: 1963-1964, 1965-1966, 1977-1978

### Особисті
- Найкращий бомбардир чемпіонату Греції (2):

1963-1964 (29 голів), 1965-1966 (24 голи)
- Найкращий бомбардир клубу АЕК в чемпіонатах Греції: 234 голи